# Big Mac
Big Mac er en af McDonald's burgere. Den blev introduceret i 1968 og består af en tredelt hvedebolle med sesam, heri 28 gram salat, Big Mac Sauce med syltede agurker, 3½ gram frysetørrede løg og to bøffer à 50 g oksekød.
Big Mac burgeren blev opkaldt efter Mark Cwzierski, der deltog i reklamerne af McDonaldland.
Sandwichen indgår som en del af McDonald's kerneprodukter, og begrebet Big Mac er så verdenskendt, at det politisk-økonomiske tidsskrift Economist har anvendt den som reference-objekt for et internationalt fødevare-prisindeks Big Mac index.
Indholdet af en Big Mac varierer i henhold til bl.a. lokale traditioner. I Indien serveres den eksempelvis med en kyllingebøf for at undgå problemer med de herskende religioner, hinduisme og islam, og i de arabiske lande (eksempelvis Saudi Arabien), hvor den findes, er bøffen "inspected halal". Også ernæringsindholdet varierer, for mens amerikanerne (i USA) får hele 560 kalorier ud af en Big Mac, så får vi i Danmark blot 497 kalorier.[kilde mangler]
I Danmark blev der i januar 2018 lanceret en ny kampagnevariant af den velkendte Big Mac, som var udskiftet med paneret kylling stykker i stedet for oksekødsbøfferne. Denne burger kom i januar 2022 igen på menuen, som en kampagne der sluttede i april 2022. Burgeren blev populært kaldt “Chick Mac” men kunne købes som “Chicken Big Mac”

## Ophævelse af varemærket i 2019
McDonald's sagsøgte den irske fast food-kæde Supermac's for varemærkekrænkelse og hævdede at navnet  ville forvirre kunder på europæiske markeder. 11. januar 2019 traf Den Europæiske Unions Kontor for Intellektuel Ejendomsret (EUIPO) afgørelse til fordel for Supermac's i det, der er blevet kaldt en "David mod Goliat"-sejr. Som en del af sin bevisførelse fremlagde McDonald's en Wikipedia-artikel om Big Mac, men retten fandt at Wikipedia-siden ikke var acceptabelt som neutralt bevis.